# Neustadtrathaus (Braunschweig)

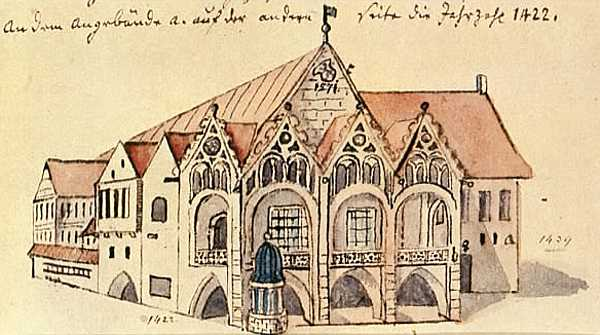
Das spätgotische Braunschweiger Neustadtrathaus um 1430 auf einer Zeichnung von Anton August Beck aus dem 18. Jahrhundert

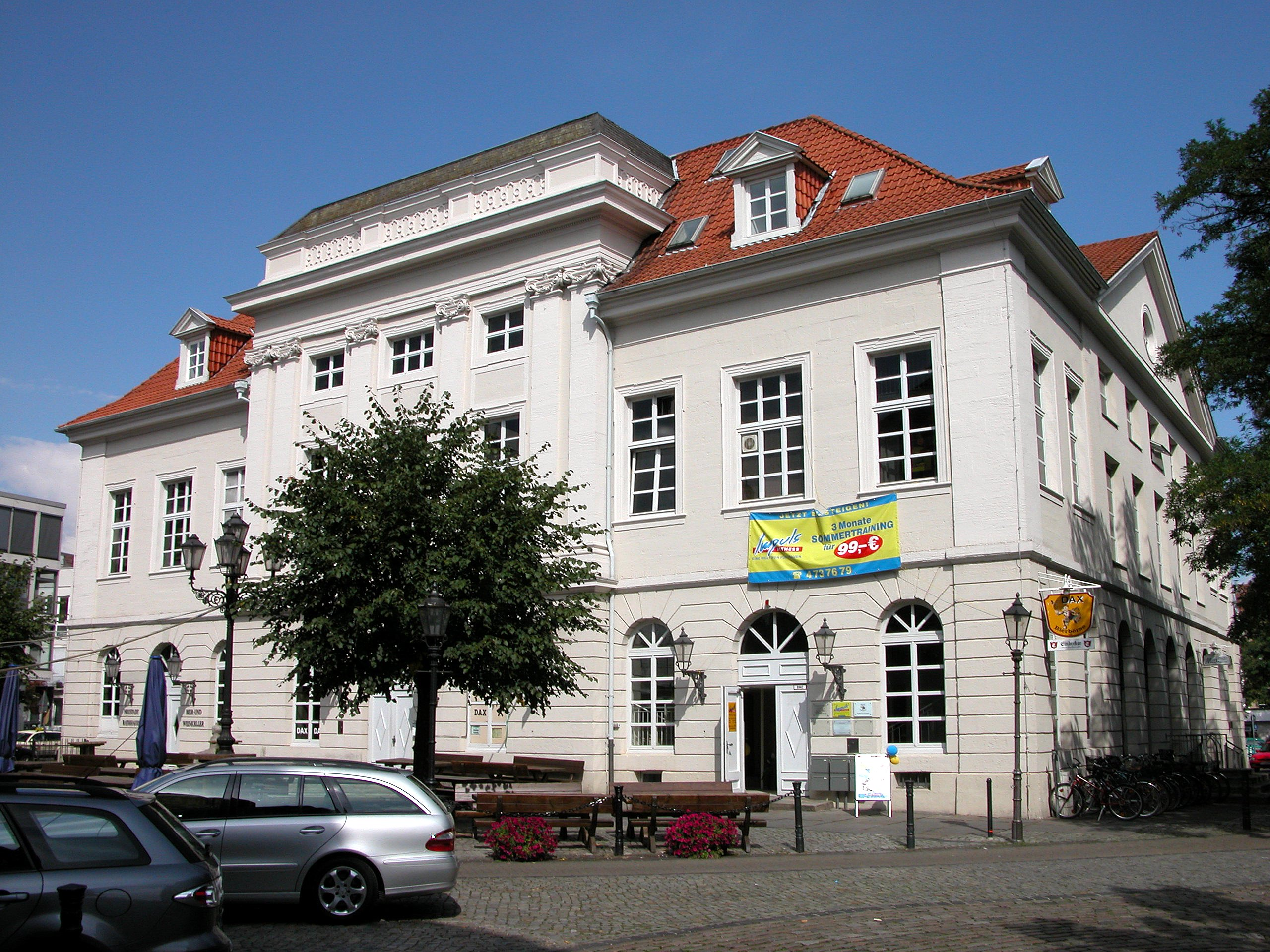
Das Braunschweiger Neustadtrathaus, hier im Stil des frühklassizistischen Umbaus von 1785 (rekonstruiert 1974), August 2006

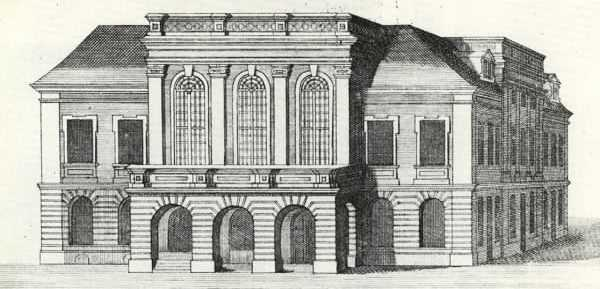
Zeichnung des klassizistisch umgebauten Neustadtrathauses

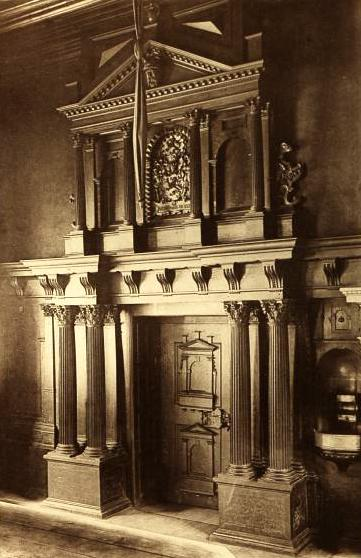
Innenansicht 1892

Das Neustadtrathaus in Braunschweig hat seinen Ursprung im 13. Jahrhundert. Es war im Mittelalter der politische Mittelpunkt des Weichbildes Neustadt. Von 1671 bis 1830 war es Sitz der Stadtverwaltung, im 19. und 20. Jahrhundert Archiv und Museum.

## Bau- und Nutzungsgeschichte
Das Rathaus des Weichbildes Neustadt wurde erstmals 1294 urkundlich erwähnt. Im Jahre 1299 erhielten die Bürger der Neustadt von den Herzögen Albrecht II. und Heinrich das Recht, im Rathaus Wein, Tuche und weitere Waren zu verkaufen. Durch die Vermietung der im Erdgeschoss liegenden Gewandbuden sicherte sich der Rat beträchtliche Einnahmen. Der Weinkeller des Rathauses wurde im Jahre 1350 erstmals genannt. Seit 1386 war das Neustadtrathaus Tagungsort des Gemeinen Rates und phasenweise auch des „Küchenrates“, womit es eine gesamtstädtische Bedeutung erhielt. Ähnlich wie zuvor das Altstadtrathaus erhielt um 1452 auch das Neustadtrathaus einen gotischen Laubengang, der an der Nordseite angebracht wurde. Im Jahre 1538 traf die Schmalkaldische Bundesversammlung, die 1531 gegründete Vereinigung der protestantischen Reichsstände, im Neustadtrathaus zusammen.

### Verlust der städtischen Selbständigkeit 1671
Nach Eroberung der Stadt durch den welfischen Landesherrn 1671 wurden die Weichbildräte abgeschafft. Der völlig vom Herzog abhängige gesamtstädtische Rat trat auf dem Neustadtrathaus zusammen, bevor im Jahre 1830 die Domdechanei neuer Sitz der Stadtverwaltung wurde. Das Gebäude wurde seit 1717 auch als Archiv genutzt. Zwischen 1773 und 1785 erfolgte der Umbau des Neustadtrathauses im spätbarock-frühklassizistischen Stil durch Ernst Wilhelm Horn.

### 19. und 20. Jahrhundert
Im Jahre 1835 wurden die Archivalien aus dem Neustadtrathaus in den Kreuzgang der Brüdernkirche überführt. 

#### Städtische Sammlungen
Am 1. Mai 1865 wurden die von Ludwig Hänselmann geleiteten Städtischen Sammlungen, bestehend aus Archiv, Bibliothek und Museum, im restaurierten Neustadtrathaus eröffnet. Die Städtischen Sammlungen zogen 1906 in das neue Gebäude am Löwenwall um.

#### Städtisches Schulmuseum
Der freie Raum wurde zur Einrichtung des Städtischen Schulmuseums genutzt, das am 26. September 1913 eröffnet wurde. Es umfasste heimatkundliche Sammlungen, ein chemisches und physikalisches Laboratorium sowie eine Handbibliothek. Das Schulmuseum wurde für Ausstellungen, Vorträge und Experimentalunterricht genutzt. Das Gebäude wurde am 22. Oktober 1937 dem NS-Lehrerbund unter dem neuen Namen „Hans-Schemm-Haus“ übergeben. Durch die zahlreichen Bombenangriffe des Zweiten Weltkriegs wurde der Bau teilweise zerstört. 
Der Rat beschloss am 27. April 1971 die kostenlose Übereignung des Neustadtrathaus-Grundstückes an den Unternehmer und späteren Ehrenbürger Artur Wiswedel mit der Verpflichtung zum Wiederaufbau. Dieser wurde im Jahre 1974 abgeschlossen. Von 1974 bis 1984 war das Neustadtrathaus Standort des Fachbereichs Sozialwesen der Fachhochschule Braunschweig-Wolfenbüttel. Heute sind hier mehrere Gastronomiebetriebe zu finden.

## Baubeschreibung

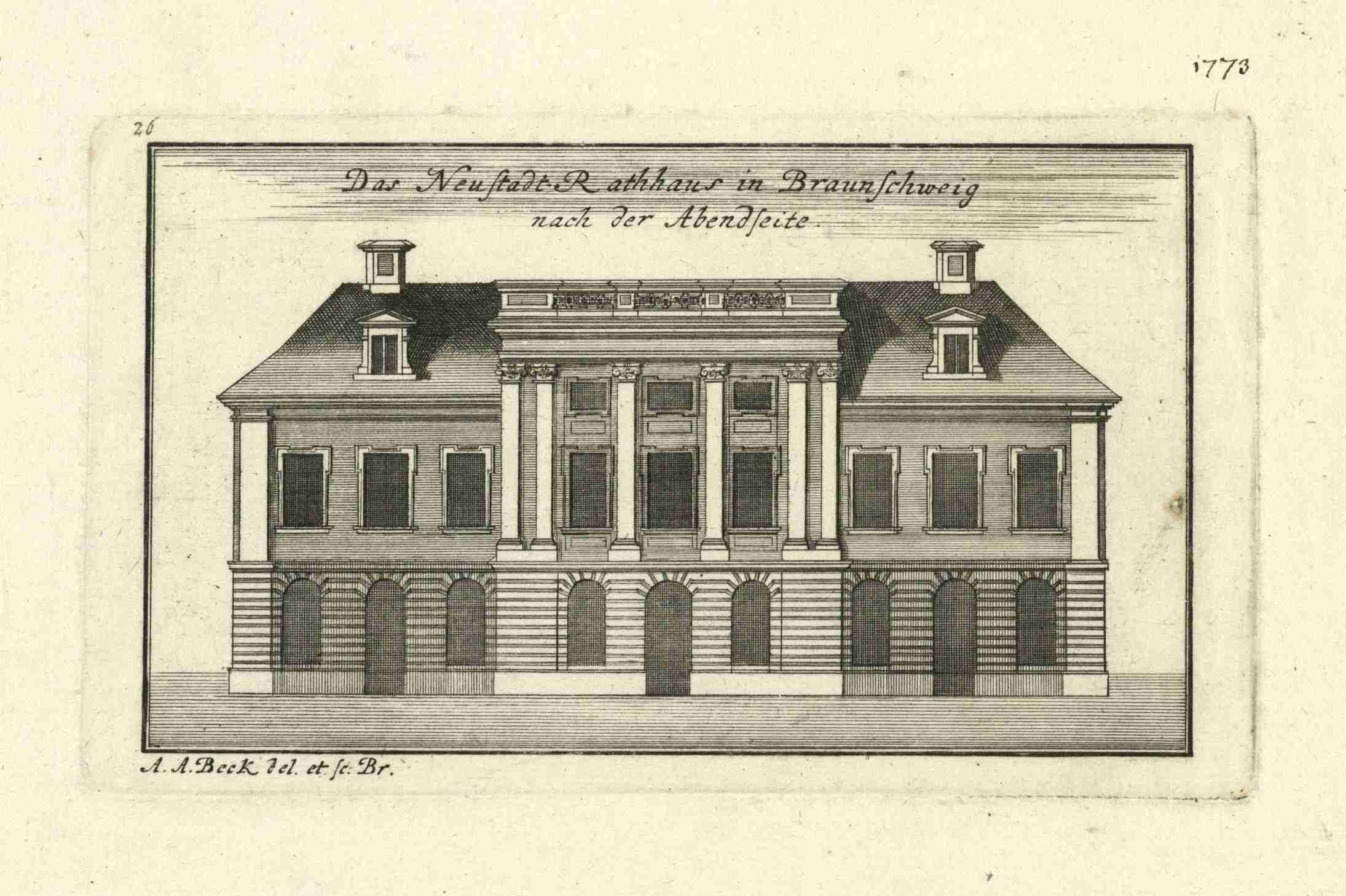
Neustadtrathaus 1773 von Anton August Beck.

### Außenbau
Der mittelalterliche Bau hatte eine Grundfläche von 32 × 11,3 m. Er war unterkellert und besaß zwei Obergeschosse. Das spätgotische Äußere wurde durch den Umbau des 18. Jahrhunderts völlig verändert. Das Gebäude erhielt klar gegliederte spätbarocke Fassaden, wobei der mittelalterliche Grundbau Unregelmäßigkeiten erzwang.

### Innenräume
Der mittelalterliche Kernbau bestand aus einem zweigeschossigen Saalbau. Im Keller und im Erdgeschoss lag ein Weinkeller, während sich der große Ratssaal im Obergeschoss befand. Die große Dornse mit dem 1573 geschaffenen aufwendigen Intarsiengetäfel wurde während des Zweiten Weltkriegs vernichtet und nicht wiederhergestellt. Hier befanden sich die Ölbilder der Teilnehmer des Schmalkaldischen Krieges.